# 34336 Willjenkins
34336 Willjenkins este o planetă minoră (asteroid) din centura de asteroizi. A fost descoperită pe 31 august 2000 la Experimental Test Site⁠(d) de Lincoln Near-Earth Asteroid Research. 
Obiectul prezintă o orbită caracterizată de o semiaxă mare de 2,8718487 UAi, o excentricitate de 0,04, o înclinație de 3,2237 ° în raport cu ecliptica.